# Martín Pando
Martín Esteban Pando (ur. 26 grudnia 1934 w Buenos Aires, zm. 7 maja 2021 tamże) – argentyński piłkarz, napastnik (skrzydłowy), pomocnik (rozgrywający). Wzrost 159 cm, waga 64 kg.
Pando w 1955 roku grał w barwach CA Platense, a w roku 1958 został graczem klubu Argentinos Juniors Buenos Aires. Jako piłkarz Argentinos Juniors wziął udział w turnieju Copa del Atlántico 1960, gdzie Argentyna zajęła drugie miejsce. Pando zagrał w meczu z Paragwajem.
Wziął też udział w eliminacjach do finałów mistrzostw świata w 1962 roku, grając w grudniu 1960 roku w obu meczach z Ekwadorem (w Buenos Aires i Guayaquil).
W Argentinos Juniors grał do 1961 roku, po czym w 1962 roku został graczem klubu River Plate. Jako piłkarz klubu River Plate wziął udział w finałach mistrzostw świata w 1962 roku, gdzie Argentyna odpadła w fazie grupowej. Pando zagrał tylko w meczu z Węgrami, pełniąc przy tym rolę kapitana drużyny.
Pando razem z River Plate dwukrotnie zdobył tytuł wicemistrza Argentyny – w 1962 i 1963 roku. W River Plate Pando grał do 1964 roku, po czym w 1965 roku przeszedł do CA Lanús, w którym w 1967 roku zakończył karierę. Łącznie w lidze argentyńskiej rozegrał 242 mecze i zdobył 37 bramek.
Nigdy nie wziął udziału w turnieju Copa América.